# Mistrzostwa Świata w Maratonie MTB 2007
5. Mistrzostwa Świata w Maratonie MTB – zawody sportowe, które odbyły się 12 sierpnia 2007 roku w belgijskim Verviers.

## Szczegóły
| Medal | Zawodnik            | Narodowość | Czas      |
| ----- | ------------------- | ---------- | --------- |
|       | Christoph Sauser    | Szwajcaria | 4:23:06 h |
|       | Roel Paulissen      | Belgia     | + 5:23 m  |
|       | Thomas Dietsch      | Francja    | + 7:26 m  |
| 4     | Héctor Páez         | Kolumbia   | + 8:21 m  |
| 5     | Massimo de Bertolis | Włochy     | + 8:50 m  |
| 6     | Filip Meirhaeghe    | Belgia     | + 9:51 m  |
| 7     | Gilberto Simoni     | Włochy     | + 9:52 m  |
| 8     | Fredrik Kessiakoff  | Szwecja    | + 9:53 m  |
| 9     | Karl Platt          | Niemcy     | + 9:54 m  |
| 10    | Alban Lakata        | Austria    | + 10:12 m |

| Medal | Zawodnik               | Narodowość | Czas      |
| ----- | ---------------------- | ---------- | --------- |
|       | Petra Henzi            | Szwajcaria | 5:12:11 h |
|       | Sabine Spitz           | Niemcy     | + 2:07 m  |
|       | Pia Sundstedt          | Finlandia  | + 11:59 m |
| 4     | Elsbeth Van Rooij-Vink | Holandia   | + 23:22 m |
| 5     | Evelyn Staffler        | Włochy     | + 23:49 m |
| 6     | Esther Süss            | Szwajcaria | + 27:10 m |
| 7     | Arielle van Meurs      | Holandia   | + 28:50 m |
| 8     | Katrin Schwing         | Niemcy     | + 33:33 m |
| 9     | Sarah Koba             | Szwajcaria | + 33:47 m |
| 10    | Anna Enocsson          | Szwecja    | + 34:01 m |

## Tabela medalowa
| Miejsce | Państwo    |   |   |   |   |
| ------- | ---------- | - | - | - | - |
| 1.      | Szwajcaria | 2 | 0 | 0 | 2 |
| 2.      | Belgia     | 0 | 1 | 0 | 1 |
|         | Niemcy     | 0 | 1 | 0 | 1 |
| 4.      | Finlandia  | 0 | 0 | 1 | 1 |
|         | Francja    | 0 | 0 | 1 | 1 |